# Fengshou (socken i Kina, Inre Mongoliet)
Fengshou (kinesiska: 丰收, 丰收乡) är en socken i Kina. Den ligger i den autonoma regionen Inre Mongoliet, i den norra delen av landet, omkring 720 kilometer öster om regionhuvudstaden Hohhot. Antalet invånare är 21920. Befolkningen består av 10 499 kvinnor och 11 421 män. Barn under 15 år utgör 15,0 %, vuxna 15-64 år 75 %, och äldre över 65 år 8,0 %.
Genomsnittlig årsnederbörd är 633 millimeter. Den regnigaste månaden är juli, med i genomsnitt 148 mm nederbörd, och den torraste är januari, med 2 mm nederbörd.